# Bälau
Bälau ist eine Gemeinde im Kreis Herzogtum Lauenburg in Schleswig-Holstein. Sie gehört zum Amt Breitenfelde. Zur Gemeinde gehört nur der Ort Bälau und keine weiteren Ortsteile.

## Geschichte
Das Dorf Belowe wurde erstmals 1194 urkundlich erwähnt und ist slawischen Ursprungs. Mitte des 13. Jahrhunderts gehörte es dem Reinbeker Kloster und gelangte später an die Familie Schack. 1413 ließen sich Mönche des Brigittenklosters Mariendal bei Reval hier nieder und erwarben wenig später Bälau und die Hälfte von Breitenfelde. 1428 wurde das Kloster nach Marienwolde verlegt. Mönche und Nonnen des Brigittenordens, die bis 1428 in Bälau ansässig gewesen waren, erwarben 1431 auch einen Hof in Lübeck nahe der Kreuzung Balauerfohr mit der Wahmstraße. 
Im Jahre 1995 erhielt das Dorf die Gold-Plakette im Bundesentscheid Unser Dorf soll schöner werden.

## Politik

### Gemeindevertretung
Bei der Kommunalwahl 2023 errang die Wählergemeinschaft Bälau erneut alle neun Sitze in der Gemeindevertretung. Die Wahlbeteiligung betrug 61,7 Prozent.

### Wappen
Blasonierung: „In Gold, darin ein natürlich tingierter, nach links blickender, sitzender Eisvogel zwischen zwei grünen Lindenblättern mit Fruchtstand, ein abgeflachter grüner Dreiberg, darin ein silberner Ring, darin ein rot benageltes schmales silbernes Tatzenkreuz, über silbern-blau-silbernem Wellenschildfuß.“

## Wirtschaft
Die Wirtschaftsstruktur der Gemeinde ist überwiegend landwirtschaftlich geprägt.